# Glenfield Rovers
El Glenfield Rovers es un club de fútbol de la ciudad de North Shore, en Nueva Zelanda. Fue fundado en 1960 y juega en la Northern League, primera división del sistema de ligas de la Federación de Fútbol de Auckland, competición que ganó en 2002, 2003 y 2014.

## Palmarés
- Northern League (3): 2002, 2003 y 2014.